# Apache ActiveMQ
Apache ActiveMQ es un bróker de mensajería de código abierto (bajo licencia Apache 2.0) que implementa plenamente la especificación de Java Message Service 1.1 (JMS). Ofrece  "Características empresariales" tales como clustering, múltiples almacenes para mensajes, así como la capacidad de emplear cualquier administrador de base de datos como proveedor de persistencia JMS, aparte de VM, caché y persistencia de jornales.
Aparte de poder usarse en Java, ActiveMQ también puede emplearse en .NET, C/C++ o Delphi o desde lenguajes de script como Perl, Python, PHP y Ruby a través de diversos "clientes cross-language" además de conectarse a numerosos protocolos y plataformas. Entre estos últimos se incluyen los protocolos estándar a nivel de cable, además de un protocolo propio llamado OpenWire.
ActiveMQ se emplea en implementaciones de enterprise service bus tales como Apache ServiceMix, Apache Camel y Mule.
ActiveMQ se usa frecuentemente junto a Apache ServiceMix, Apache Camel y Apache CXF en proyectos de infraestructura SOA.
Al mismo tiempo de liberarse Apache ActiveMQ 5.3, se publicaron los primeros resultados a escala mundial para el benchmark SPECjms2007 estándar de la industria. Cuatro resultados fueron presentados a SPEC y aceptados para su publicación. Los resultados abarcan diversas topologías a fin de analizar la escalabilidad de Apache ActiveMQ en dos dimensiones.